# بيغ روك (إلينوي)
بيغ روك (بالإنجليزية: Big Rock)‏ هي منطقة سكنية تقع في الولايات المتحدة في إلينوي. يقدر عدد سكانها بـ 658 نسمة .

## معرض صور

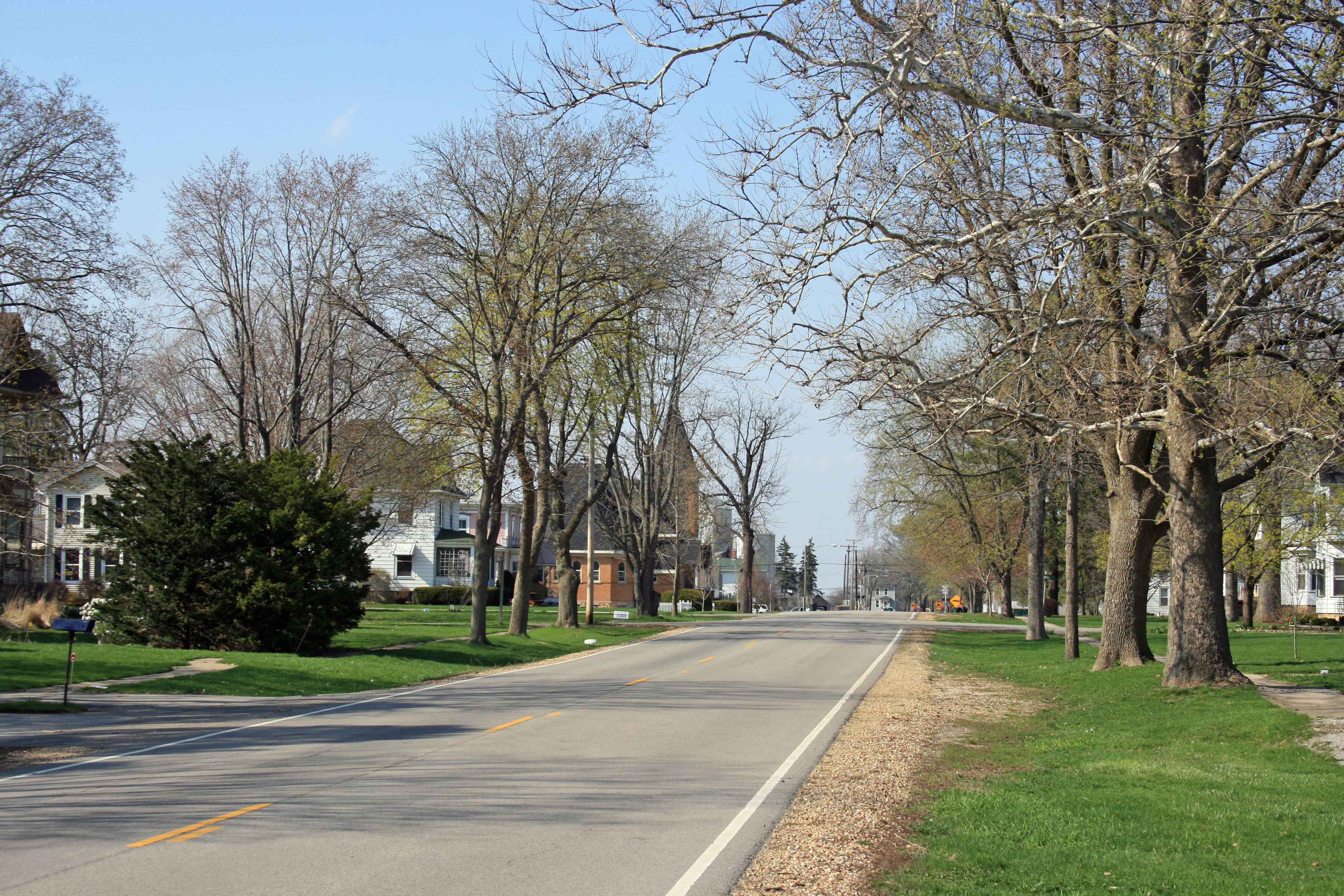
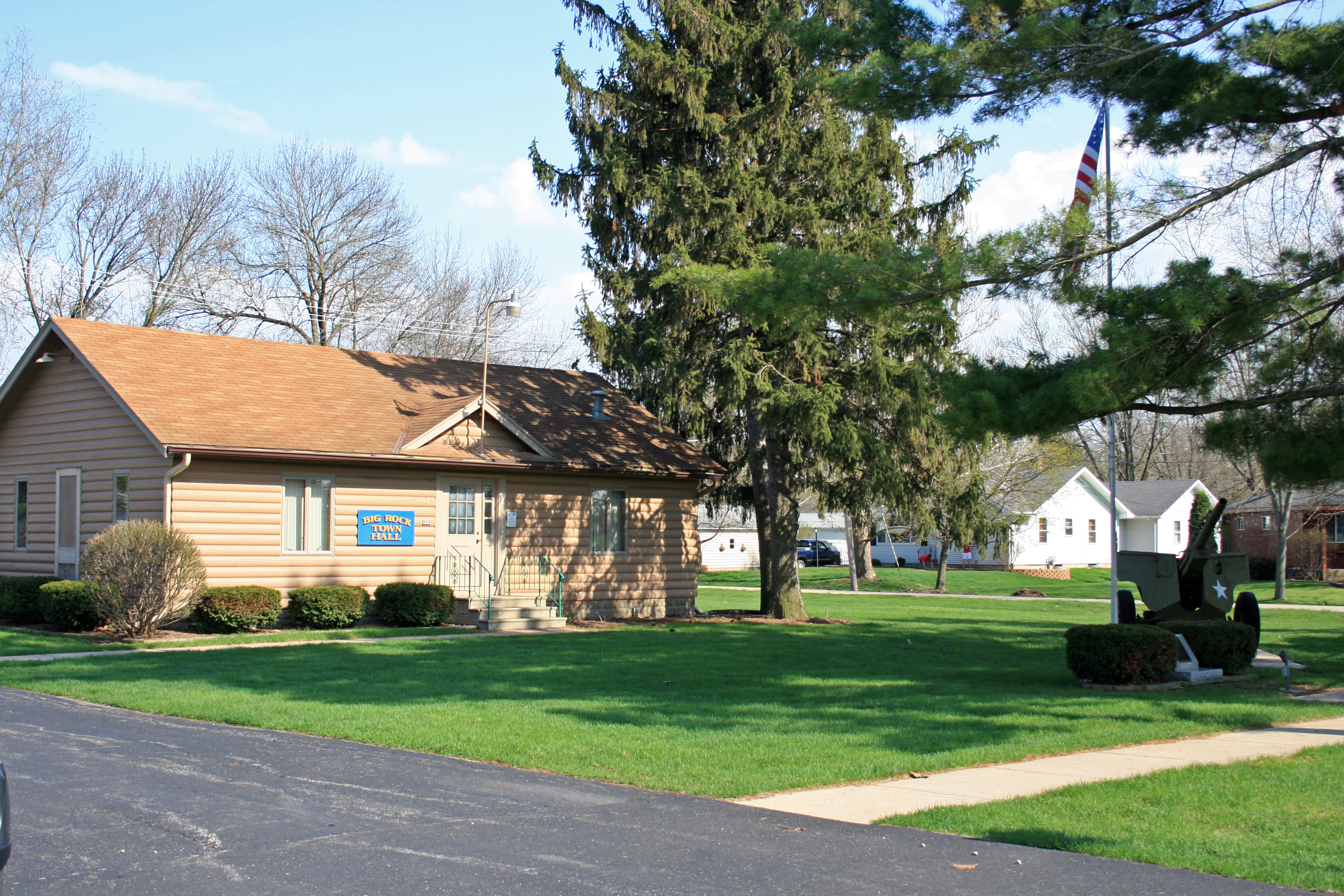
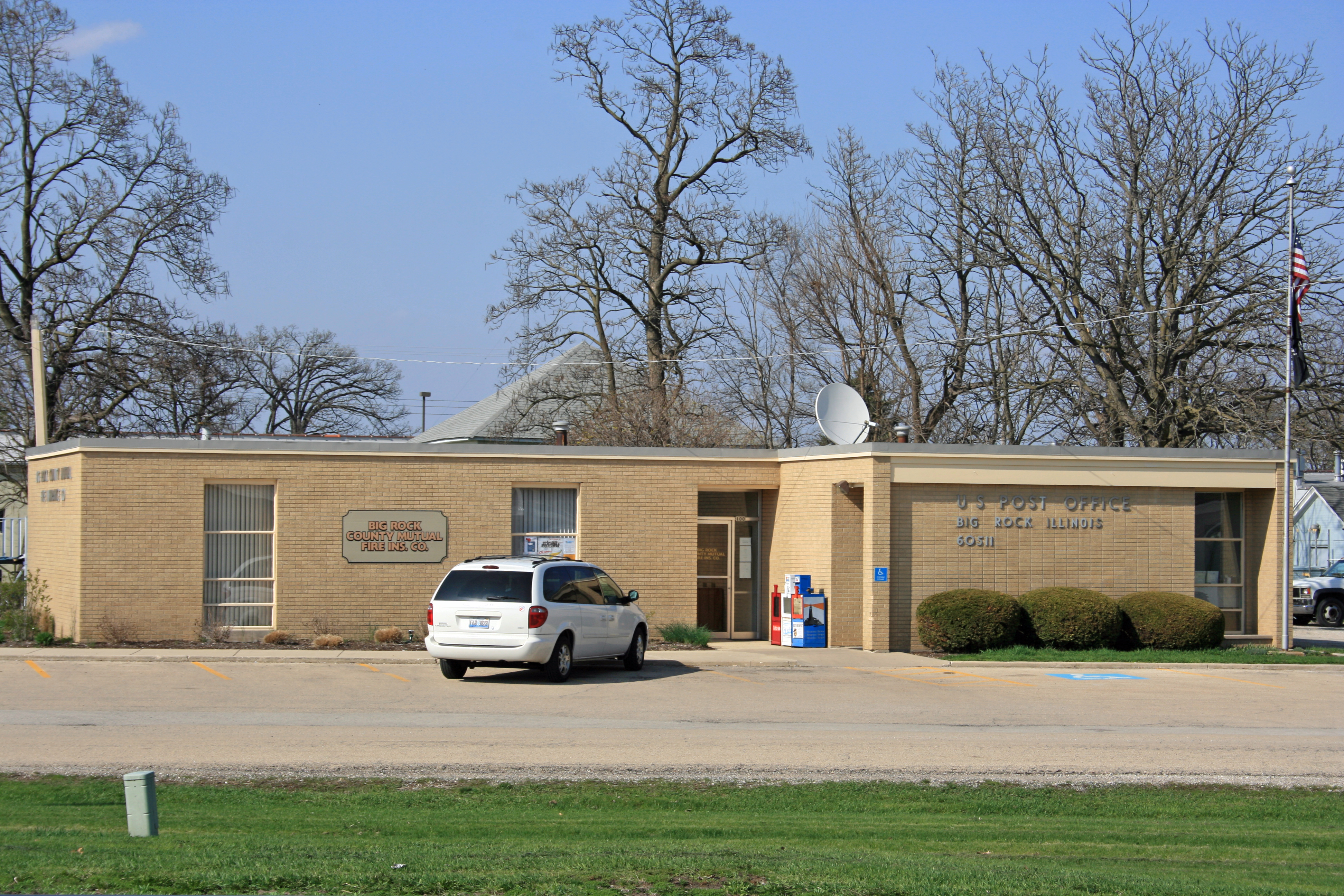
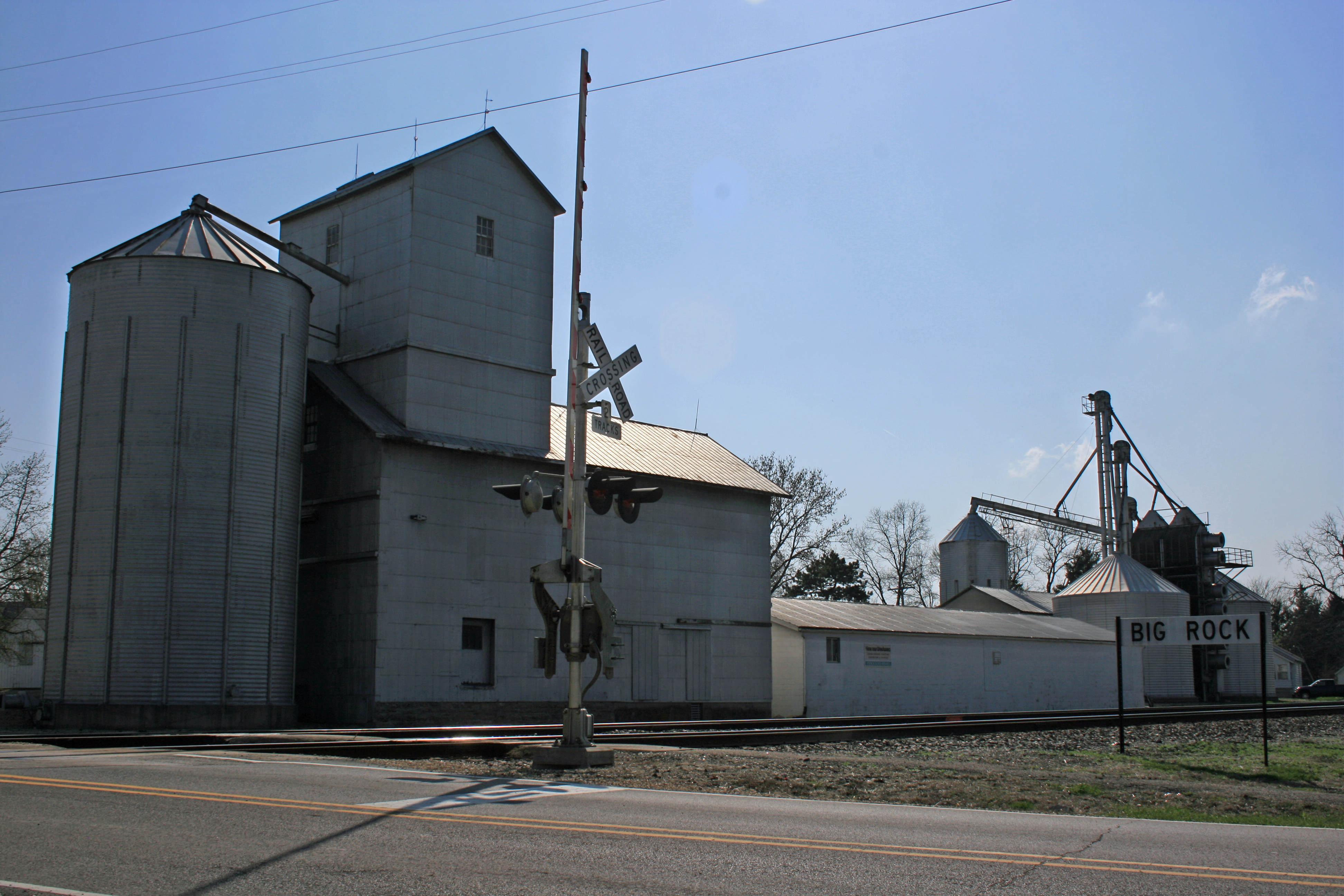